# Theodor Wessels
Theodor Wessels (* 6. Mai 1902 in Waalwyk, Niederlande; † 14. August 1972 in Sorrent, Italien) war ein Staats- und Wirtschaftswissenschaftler, der insbesondere im Bereich der Volks- und der Energiewirtschaftslehre tätig war. Bekannt wurde er vor allem für seine Tätigkeit als Professor an der Universität zu Köln, als Gründer und langjähriger Leiter des Energiewirtschaftlichen Institutes und als Sachverständiger und Berater in energiewirtschaftlichen und energiepolitischen Fragen.

## Leben und Wirken
Theodor Wessels wurde 1902 in Waalwyk in den Niederlanden geboren.
Nach der Schule studierte er Wirtschaftswissenschaften in München, Kiel und Köln. Seit 1921 war er Mitglied der katholischen Studentenverbindung K.D.St.V. Rheno-Franconia München. An das Studium schloss er 1925 eine Promotion zum Doktor der Staats- und Wirtschaftswissenschaften (Dr. rer. pol.) bei Leopold von Wiese in Köln und 1933 eine Habilitation an der Universität Bonn an.
Ab 1936 lehrte Wessels zunächst als Privatdozent an der Universität Bonn. Im Jahre 1940 erhielt er einen Ruf zum Professor für Wirtschaftliche Staatswissenschaften an die Universität zu Köln. Dem Ruf gingen schwierige Verhandlungen voraus, da die Wahl Wessels als praktizierender Katholik vom NS-Regime nicht unterstützt wurde. Bereits kurz nach Aufnahme seiner Professur in Köln wurde Wessels Direktor des Seminars für Staatswissenschaften der Wirtschafts- und Sozialwissenschaftlichen Fakultät; dieses Amt hielt er bis zu seiner Emeritierung inne. 1943 wurde Wessels zum ersten Leiter des neugegründeten Instituts für Energiewirtschaft ernannt.
Zur NS-Regierung wahrte Wessels Distanz; zwar erfüllt er im Auftrag der Reichsregierung kriegswichtigen Aufgaben im Bereich der Raumforschung und wurde unter anderen deshalb als „unabkömmlich“ vom Wehrdienst freigestellt, auf der anderen Seite arbeitete Wessels, der christliche und liberale Ansichten vertrat, insgeheim im oppositionellen "Freiburger Kreis" und hier insbesondere in der Arbeitsgemeinschaft Erwin von Beckerath mit. Nach Ende des Dritten Reiches wurde Wessels im Rahmen der Entnazifizierung schnell entlastet, rehabilitiert und in seine Ämter wieder eingesetzt.
Durch seine Tätigkeit für das Institut für Energiewirtschaft, das er ab 1947 wieder aufbaute und dem er bis 1970 vorstand, trug Wessels maßgeblich zur wachsenden Reputation des Institutes in Wissenschaft, Wirtschaft und Politik auch durch ein Buch aus 1966 bei. Einen Ruf nach Freiburg lehnte Wessels ab, auch deshalb, weil 5000 Studenten einen Fackelzug veranstalteten, um ihn zum Bleiben zu bewegen.
Neben seiner Lehr- und Forschungstätigkeit erfüllte Wessels verschiedene Ämter an der Universität Köln, als Herausragendste die des Dekans der Fakultät für Wirtschafts und Sozialwissenschaften (1947–49) und des Rektors der Universität (1951–54). In letzterer Funktion ließ sich Wessels von Peter Herkenrath malen.

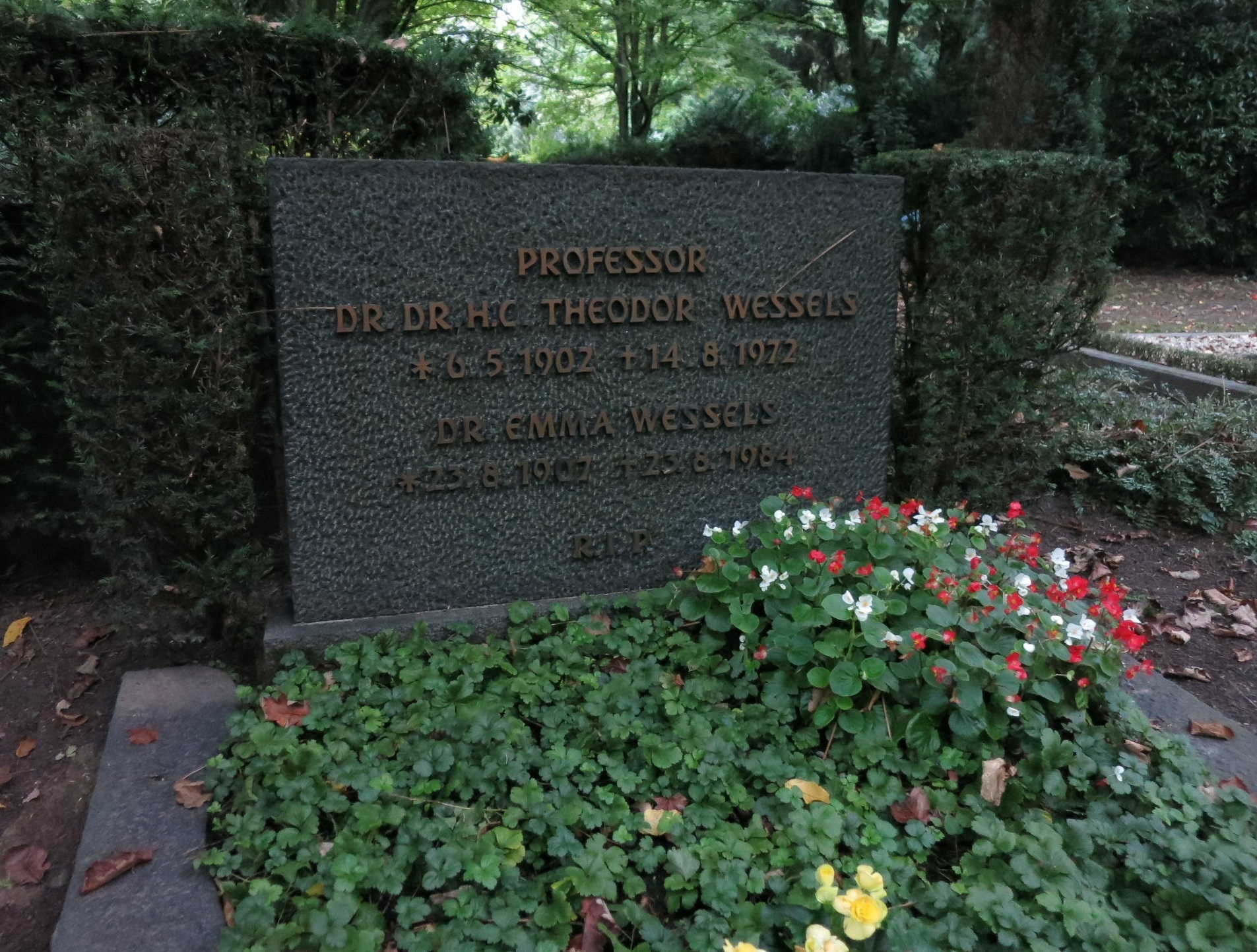
Grab auf dem Melaten-Friedhof

Auch außerhalb der Universität war Wessels als Lehrer und Sachverständiger tätig und übernahm verschiedene Ämter: Von 1948 bis zu seinem Tod war er Mitglied im Wissenschaftlichen Beirat des Bundeswirtschaftsministeriums unter Ludwig Erhard. Auch in der Enquête-Kommission „Energie“ wirkte er ab 1959 mit. Im Auftrag des Auswärtigen Amtes bildete Wessels Attachés im wirtschaftswissenschaftlichen Fragen aus. Ab 1952 bis zu seinem Tod war Wessels Präsident des Rheinisch-Westfälischen Instituts für Wirtschaftsforschung (RWI, Nachfolge Bruno Kuske). Ab 1953 bis zu seinem Tod übernahm Wessels für den Deutschen Sparkassen- und Giroverband die wissenschaftlichen Leitung des Lehrinstituts für das Kommunale Sparkassen- und Kreditwesen in Bonn und leitete dort zahlreiche Lehrveranstaltungen und Tagungen.
Theodor Wessels verstarb im Alter von 70 Jahren überraschend während eines Urlaubsaufenthaltes in Sorrent/Italien. Er wurde auf dem Kölner Melaten-Friedhof (Lit. D) beigesetzt.

## Ehrungen
- Große Bundesverdienstkreuz der Bundesrepublik Deutschland für seine Verdienste um die wissenschaftliche Fundierung der Wirtschaftspolitik.
- Universitätsmedaille der Universität Köln.[13]
- Ehrendoktorwürde (Dr. rer. pol. h. c.) der Universität Bochum.

## Vermächtnis
Der Verein der Absolventen und Freunde des Energiewirtschaftlichen Instituts an der Universität zu Köln e. V. hat zu Ehren des Gründers und langjährigen Direktors des Institutes im Jahr 1981 die Theodor-Wessels-Stiftung ins Leben gerufen und den Theodor-Wessels-Preis ausgelobt. Alle ein bis zwei Jahre verleiht die Stiftung den mit 10.000 Euro dotierten Preis für wissenschaftliche Arbeiten aus dem Bereich der Energiewirtschaft, die für die Klärung der betriebs- und volkswirtschaftlichen Fragen der Energiewirtschaft oder für die Lösung wichtiger Aufgaben der Energiepolitik einen bedeutenden Beitrag leisten.